# Церковь иезуитов (Вена)
Церковь иезуитов (нем. Jesuitenkirche), также Университетская церковь (Universitätskirche) — католический храм во Внутреннем Городе Вены. Относится к архиепархии Вены. Памятник архитектуры барокко, построен в 1623—1627 годах, перестроен в 1703—1705 годах Андреа Поццо.

## История
Церковь иезуитов (или Университетская церковь) была построена в 1623—1627 годах на месте более старой капеллы после слияния Венского иезуитского колледжа с факультетом философии и теологии Венского университета. После окончания строительства она была освящена в честь двух самых известных святых Общества Иисуса — Игнатия Лойолы и Франциска Ксаверия.
В 1703 году император Леопольд I пригласил знаменитого архитектора Андреа Поццо, также принадлежавшего к Обществу Иисуса, для перестройки университетской церкви. Он пристроил к церкви 2 башни и переделал основной фасад, создав на нём ряд узких горизонтальных и вертикальных секций. После перестройки церковь была переосвящена во имя Успения Девы Марии.

## Интерьер

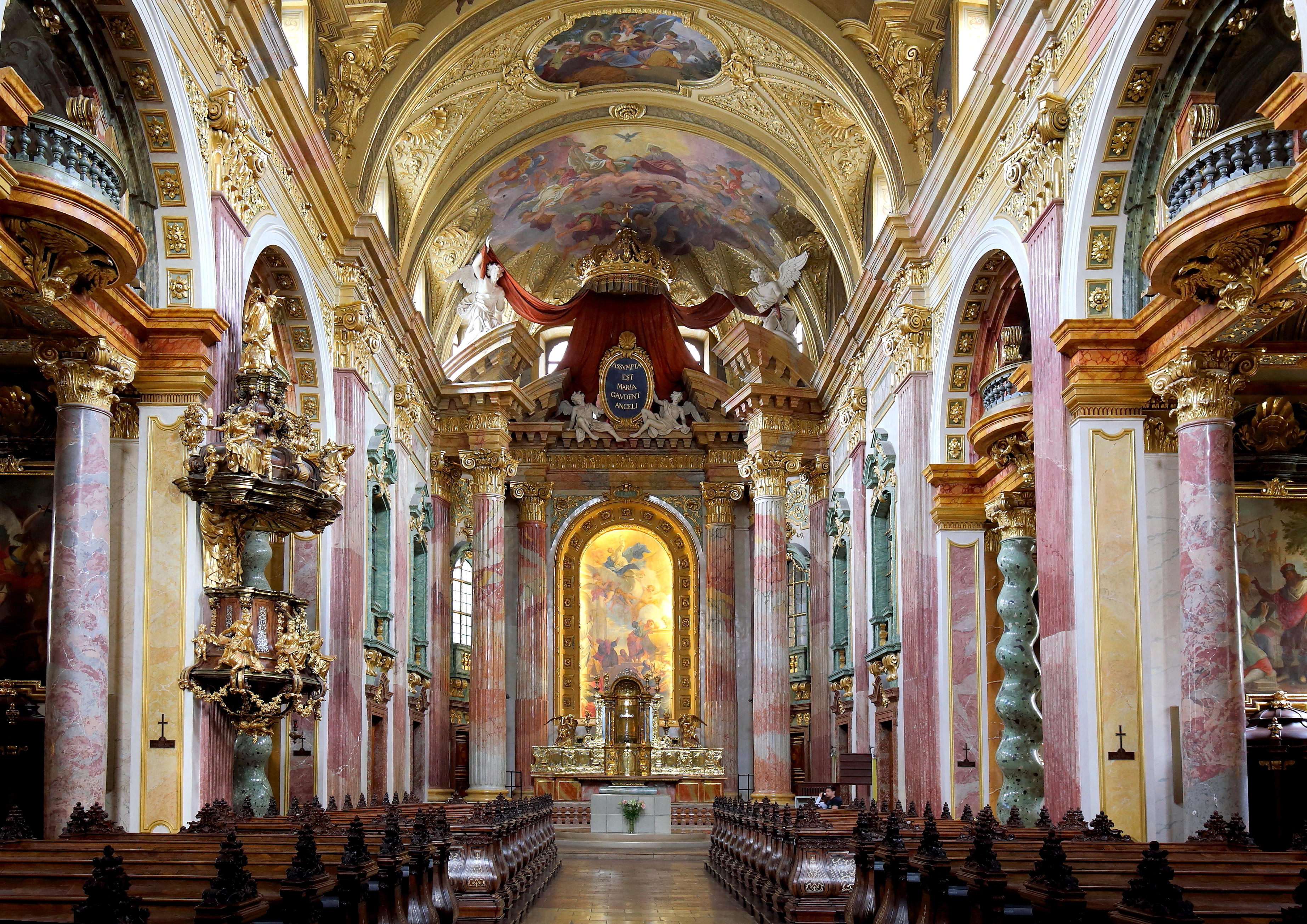
Интерьер

На фоне довольно строгого внешнего убранства интерьер церкви отличается богатым декором. Для украшения широко используются мрамор, позолота, фресковая живопись. Настоящим шедевром изобразительного искусства является живописный плафон Поццо, использующий приёмы обмана зрения для создания иллюзии объёмного пространства на плоскости (см. тромплёй).